# Des Lyttle
Desmond "Des" Lyttle (født 24. september 1971 i Wolverhampton, England) er en engelsk fodboldspiller.